# فوزان (أنمي)
فوزان (باليابانية: みどりのマキバオー) مسلسل أنمي ياباني من إنتاج استديو إستديو بيرو. تم عرضه لأول مره في 2 مارس عام 1996 واستمر عرضه حتى 12 يوليو عام 1997. تمت دبلجة المسلسل للغة العربية بواسطة مركز الزهرة وتم عرض المسلسل على قناة سبيس تون.

## الممثلون
- آمال سعد الدين - فوزان
- أيمن السالك
- آمنة عمر
- أنجي اليوسف
- منصور السلطي
- سامر رضوان
- عادل أبو حسون
- رغدة الخطيب
- نضال حمادي
- مجد ظاظا
- محمد خير أبو حسون
- محمد مصطفى
- همسة الحايك

## طاقم إنتاج الأنمي
- تأليف النص الرئيسي: هيروشي هاشيموتو
- تصميم الشخصيات: هيدكازو أوهارا، فوجيو سوزوكي
- الإخراج الفني: شيغينوري تاكادا
- إخراج التصوير: توشيوكي فوكوشيما ← هاروتوشي مياغاوا
- الموسيقى: تارو إيواشيرو
- الإخراج: نوريوكي أبيه
- إخراج الصوت: كان ميزوموتو
- إنتاج: تلفزيون فوجي، يوميكو للإعلان (غير مدرج)، إستديو بيرو

### نسخة مركز الزهرة
- الإعداد: سناء بكيراتي
- التدقيق اللغوي: رمضان أيوب
- الترجمة: مروان سعد الدين
- المراجعة: عماد عكر
- المكساج: منار السمكري
- المونتاج: سامر أبو حمد
- التترات: محمد القزة
- غناء الشارة: طارق العربي طرقان، محمد العربي طرقان
- تنفيذ موسيقا الشارة: محمد العربي طرقان
- إدارة الإنتاج: رضوان حجازي
- المتابعة المالية: محمد حسان مهنا، عبد القادر نبهان
- إنتاج وتوزيع: CARTOON STAR (ماهر الحاج ويس)
- تنفيذ الدوبلاج: مركز الزهرة

Free Zone
Damascus
- الإشراف الفني: زياد الرفاعي

## روابط خارجية
- Studio Pierrot website
- فوزان على موقع ANN anime (الإنجليزية)